# Edmond Jamoulle
Edmond Jamoulle est un artiste peintre, artisan et décorateur, spécialisé dans la réalisation de peintures et fresques pour les cinémas, né le 14 octobre 1931 à Liège. Il est décédé le 20 juin 2025. Il réalise des panneaux géants de devantures de cinémas à Bruxelles, entre 1950 et 2000. Depuis 2001, Il vivait et travaillait à Anderlecht. 

## Débuts

### Enfance
Dès son plus jeune âge, Edmond Jamoulle fait preuve de prédispositions pour le dessin et la peinture. Enfant d'un père métallurgiste et d'une mère couturière, il grandit dans un milieu ouvrier modeste à Liège en Belgique.  

### Formation

#### Le Decobel
Edmond Jamoulle commence sa carrière d'artisan peintre, après son service militaire, où il est déjà employé pour ses qualités de dessinateur. En 1950, à son retour de l'armée, Edmond Jamoulle se fait engager à Bruxelles comme apprenti auprès de René Marlier, un décorateur "calicotiste", c'est-à-dire un artisan peintre spécialisé dans la réalisation de fresques pour des panneaux de cinéma. Celles-ci sont peintes sur des calicots, de la toile de coton brut collé sur des panneaux en bois. René Marlier travaille à l’époque pour le compte du cinéma Cinémonde (qui devient Le Français à partir de 1953) situé place De Brouckère, dans le centre de Bruxelles. Edmond Jamoulle apprend les fondements du métier : comment entretenir l’atelier, diluer les coloris, blanchir les panneaux, placer les panneaux géants sur les devantures de cinéma.
Au début des années 1950, Edmond Jamoulle rejoint le Decobel : un studio d’envergure, qui se charge des façades des grandes salles de cinéma bruxelloises, telles que l’Eldorado, la Scala et l'Acropole. Edmond Jamoulle se forme auprès de l’artiste Roger Trente :  « un virtuose du pinceau » qui maîtrise nombre de styles (westerns, péplums, polars, films de guerre…). Jamoulle acquiert, à ses côtés, la technique de peinture au pistolet et la reproduction d’image à partir d’un épidiascope, un appareil muni d’une lentille grossissante qui permet de projeter une image sur une toile ou un mur, à partir de laquelle l’artiste peint les contours des personnages, une technique qu’on appelle «silhouette» dans le jargon du métier de peintre de cinéma.

## Carrière

### Les années 1960

#### La collaboration avec Roger Trente
Au début des années 1960, alors que la fréquentation des salles de cinéma prospère toujours, Roger Trente décide de s’installer à son compte dans son atelier situé à Schaerbeek, près de la cage aux Ours. Edmond Jamoulle le suit. Fort de sa réputation, Roger Trente accumule les commandes grâce à un tarif avantageux proposé aux salles de cinémas bruxellois. À ses côtés, Edmond Jamoulle se fait progressivement une place dans le cercle restreint des peintres de cinéma. Afin d'élargir son activité, le peintre propose ses services à Émile Colin, installé rue de Veeweyde, qui travaille pour le compte de l’Acropole et de l’Eldorado. Puis il travaille pour Albert Heyblom au service des cinémas l'Aventure et le Vendôme et notamment pour Raymond Elseviers (alias Ray), qui peint pour le Métropole et avec qui il perfectionne plus particulièrement sa technique. 

#### Le Studio 63
En 1963, Roger Trente cède son affaire à Edmond Jamoulle. Le peintre, entouré d’une équipe de lettreurs et d’apprentis, s’installe dans l’ancien cinéma Astrid de Woluwe-Saint-Pierre et crée le studio 63. Alors que de nombreuses salles mettent la clé sous la porte, le peintre décorateur qui a gagné en notoriété, reprend à son compte une vingtaine de salles en Belgique (Bruxelles, Anvers, Malines et Charleroi). L’Eldorado est à l’époque son client le plus important : le studio 63 lui fournit une dizaine de panneaux par semaine. Jamoulle réalise à cette époque des représentations de stars de cinéma de l’époque. La maîtrise du calicot, qui aurait été dénommé dans le milieu du cinéma « a Seven Days art», exige de l’endurance et de la réactivité. Tout doit être réalisé en deux jours : entre le lundi, où l'on prend connaissance du programme, et le mercredi, jour de la sortie des nouveaux films.  Outre la réalisation picturale, il assure le transport et la pose, incluant la mise en place d’échafaudages sur le fronton du cinéma.

#### Un art éphémère
Edmond Jamoulle se spécialise dans les décors et portraits hyperréalistes, réalisés sur des calicots aux grandes dimensions, taillées en proportion des devantures de cinémas. La peinture de cinéma est éphémère, c'est « un art jetable ». En effet, une fois la promotion du film achevée, la fresque est blanchie, une nouvelle image recouvre la précédente œuvre. 
Les panneaux spectaculaires participent à la promotion du film et au succès des salles obscures. Le panneau reste visible sur le fronton du cinéma tout le temps que le film y est programmé. Si ce film a du succès et fait donc prospérer les affaires du distributeur et de l’exploitant, il en est tout autrement pour le décorateur, car le panneau ne lui rapporte qu'une seule fois, à sa livraison. Ainsi le film La Cage aux folles, resté un an à l’affiche ne rendit donc pas nécessaires, dans le même temps et dans les cinémas où il était programmé, de commandes pour la promotion d'autres productions.
La majeure partie des 15 000 panneaux réalisés par Edmond Jamoulle ont disparu.

### Les années 1970

#### L'esthétique érotique
Edmond Jamoulle ne signe pas ses œuvres mais au fil des années son style devient bien identifiable. Sa marque de fabrique : des scènes intensifiées, tape-à l’œil, sensuelles, des couleurs tapageuses et des affinités particulières pour l’esthétique érotique. Le cinéma pornographique est en essor et Jamoulle collabore avec plusieurs salles de « cinéma pour adultes », parmi elles : l’Étoile, l’Arenberg, l’Orly, le Caméo, l’American et l’ABC. Dans ce cadre, son œuvre est souvent jugée indécente. Edmond Jamoulle est ainsi souvent sujet à des réclamations voire condamné à la censure. 
Edmond Jamoulle se voit régulièrement obligé de« rhabiller » les actrices peintes nues : celles notamment d'une salle de la rue Neuve, objet de nombreuses plaintes du curé de l'Église du Finistère. En 1976, les panneaux réalisés pour le film L’Empire de sens projeté à l’Arenberg sont saisis par la police judiciaire, tout comme les copies du film. Le Crazy, night-club des années 1970, situé dans le quartier Louise à Bruxelles, fait parler de lui grâce à un char promotionnel, orné d'images de femmes dénudées, réalisé par Jamoulle. À la suite de nombreuses de plaintes, le peintre camoufle les zones litigieuses jusqu’à rhabiller complètement les personnages féminins. 
Dans les années 1990, après plusieurs commandes, il réalise un fronton définitif pour l’ABC, qui se veut relativement neutre : une paire de jambes sensuelles et un œil sur du triplex marin résistant au gel et aux intempéries. Le panneau est démoli avec les murs du cinéma en 2013.

#### Protestation et caprice d’acteurs
Sa tendance à exagérer ou à sexualiser démesurément les personnages lui vaut des remontrances d’acteurs. Parmi les anecdotes dont Jamoulle fait le récit lui-même : le cas Louis de Funès, piqué dans sa susceptibilité. Lors de la soirée donnée à l’occasion de l’avant-première de La grande Vadrouille de Gérard Oury, l’acteur français fait venir Jamoulle. De Funès exige que son nom soit mis en première place, avant celui de Bourvil sur le panneau du film mythique, à l’époque à l’affiche de l’Astor à Bruxelles.
Plus tard en 1968, c'est Catherine Deneuve qui se plaint auprès de Jamoulle. Le peintre la représente de dos, quasi nue, pour le panneau de Belle de jour de Luis Bunuel à sa sortie en Belgique. L’actrice le convoque en personne, le soir de l’avant-première au Plaza, où elle est invitée d’honneur : « il s’agit d’un drame psychologique et non pornographique » lui explique-t-elle. Par conséquent, elle exige que le peintre retouche sa chute de reins exagérément creusée, ce à quoi il s’exécute. 

### 1980-2000: la fin progressive des fresques de cinéma
Les années 1970 marquent un déclin progressif de la fréquentation des cinémas : en dix ans, une trentaine de cinémas ferment à Bruxelles et ses environs. L’hécatombe se poursuit jusqu’à la fin des années 1990, petits cinémas d’auteur et cinémas populaires disparaissent par dizaines. Les grands multiplexes, tel le Kinépolis créé en 1988 - qui regroupent 24 salles -  écartent les cinémas de quartier. Pendant cette période, Edmond Jamoulle garde une solide clientèle de cinémas « rescapés ». La vieille garde du cinéma bruxellois se maintient : l’Acropole, l’Avenue, L’Aventure et Le Vendôme restent ouverts. 
Edmond Jamoulle reprend progressivement les affaires de tous ses concurrents, disparus ou trop âgés pour continuer le métier. C’est ainsi qu’il devient le seul décorateur de cinéma du marché et le dernier peintre de cinéma en Belgique.  
La dernière fresque de cinéma d'Edmond Jamoulle est réalisée pour le film Gladiator : il s'agit de plusieurs panneaux peints pour le cinéma L’Acropole en 2000.
« Entendez qu'Edmond Jamoulle est le dernier des peintres-décorateurs qui pour des devantures des cinoches, brossent et bâtissent des évocations géantes des films »écrit Jean-Claude Broché dans le journal Le Soir en 1986.
Certains journalistes le srurnomment  «le dinosaure du cinéma», «le Sisyphe du cinéma», "Le Sisyphe des stars",. C'est aussi le titre du livre consacré à l'artiste écrit par l'auteur Jimmy Pantera.

### L’après cinéma: le Studio 2001
Edmond Jamoulle s’installe en 2001 dans un nouvel atelier rue de Liverpool à Anderlecht. Le nouveau lieu est baptisé Studio 2001 en clin d’œil à l'année de sa création et à Stanley Kubrick. 
Edmond Jamoulle réalise de nombreux, décors, fresques et panneaux publicitaires, inspirés du répertoire cinéma et de l’univers Comics. Il collabore à de nombreux événements culturels : expositions dans des centres d’art et institutions muséales, festivals de cinéma (BIFFF), foires de bandes-dessinées, anniversaires de médias (radio et télé),.
Ses représentations de Marilyn Monroe aux couleurs vives sont parmi les plus réputées,. 

## Expositions
- 1960 : War Museum à Bastogne, réalisation de deux fresques
- 1982 : Exposition de panneaux de cinéma, Centre culturel Jacques Franck, Saint-Gilles[22]
- 1983 : City2, exposition sur le cinéma, affiches d'Edmond Jamoulle[23]
- 2005 : Exposition « Le Monde de Franquin », Palais des sciences à Paris
- 27/10/2006-15/04/2007 : Exposition « La Monde Franquin Bruxelles », Musée du Cinquantenaire, Bruxelles
- 2007 : City2, Edmond Jamoulle, exposition d’une dizaine de panneaux de cinéma
- 16/08/2016-17/05/2017 : URBANA 40 artists / Painting – Photography – Illustration[24]
- 2018 : Salon Hair France , 9 rue De Mot à 1040 Bruxelles[25]
- 26/06/21-9/01/22 : ABC of Porn Cinema, 40 ans d’archives exceptionnelles d’un cinéma pornographique bruxellois : l’ABC, au MIMA, Bruxelles[26]
- 2018 : La Roue restaurant social, parcours d’artistes